# Първа трансконтинентална железница
Първата трансконтинентална железопътна линия е построена в Северна Америка през 1860-те години, свързвайки железопътната мрежа на източните Съединени щати с Калифорния на брега на Тихия океан. Официално завършена на 10 май 1869 г., по време на известното събитие „Златното острие“ в Юта, тя създава национална механизирана транспортна мрежа, която е социална и икономическа революция за Американския Запад. Тази мрежа става причина старите вагонни влакове от предишните десетилетия да излязат от употреба, заменяйки ги с модерна транспортна система.
Установена с Тихоокеанския железопътен пакт от 1862 г. и сериозно подкрепяна от Федералното правителство, тя е кулминация на продължил десетилетия проект за създаване на такава линия и е сред върховите постижения през управлението на президента Ейбрахъм Линкълн, завършено 4 г. след смъртта му. Строежът на железопътната линия изисква сложно проектиране върху огромни територии – равнинни и високопланински. То е изпълнено от Обединените тихоокеански железопътни линии и Централните тихоокеански железопътни линии – 2-те организации, привилегировани от федералното правителство, които построяват съответно западната и източната половина на линията.
Строежът на железопътната линия е мотивиран частично и за да притисне Съюза през Гражданската война. Тя значително увеличава населението на Запада с бели заселници и засилва упадъка на местното население по онези региони. През 1879 г. Върховният съд на Съединените американски щати формално обявява за официална „дата на завършване“ на презконтиненталната железопътна линия 6 ноември 1869 г.
Централните и Южните тихоокеански железопътни линии обединяват действията си през 1870 г. и официално се сливат през 1885 г. Обединените първоначално закупуват Южните през 1901 г., но през 1913 г. са принудени да се откажат от тях; компанията още веднъж придобива Южните през 1996 г. Много от първоначалните линии са все още в използваемост днес и се притежават от Обединените тихоокеански железопътни линии.
Железопътната линия се смята за най-великото американско технологично постижение на XIX век. Тя е жизненоважна връзка за търговия и пътуване, като свързва източната и западната половини на САЩ в края на XIX век. Презконтиненталната железопътна линия, наричана от индианците „железният кон“, минава през земите на туземното американско население и е подпомогнала до голяма степен унищожаването на индианската култура.